# 藤崎三郎助
四代目藤崎 三郎助（ふじさき さぶろうすけ、1868年6月29日（慶応4年5月10日）- 1926年（大正15年）6月16日）は、明治から大正時代の実業家。宮城県多額納税者。藤崎 (百貨店)創業者。

## 経歴
陸奥国宮城郡仙台城下大町（現宮城県仙台市青葉区大町）で、先代・三郎助の長男として生まれる。藤崎家は古くから呉服太物を業とした仙台の旧家で、明治12年に家督を相続し四代目三郎助を襲名した。
家業の藤崎呉服店（藤崎の前身）を継ぎ、藤崎生糸荷造所を設けて代表社員となる。
南米貿易に進出しアルゼンチンに藤松組、ブラジルに藤崎商会を設立した。また、製糖業にも進出し荒井泰治、槙哲らと台湾に塩水港製糖を設立した。さらに台湾海陸産業、台湾肥料など数多の会社設立に加わり、巨富を得た。
また藤崎商店を株式会社化しデパートメントストア方式を採用した。

## 家族
- 父・3代目藤崎三郎助[5]
- 母・てう（1849年-？）-　11代目内ヶ崎儀左衛門二女[5]。内ヶ崎家は酒造を業とした仙台の旧家
- 妻・まつゑ（1887年-？）-　内ケ崎文之助長女[5]。文之助はてうの弟で宮城県会議員
- 長女・みを（1895年-？）[5]
- 娘婿・5代目藤崎三郎助 (1887年-？)-　みをの夫。旧名・内ヶ崎隆次郎。12代目内ヶ崎儀左衛門（11代の次男）の次男。弟に内ヶ崎贇五郎。[6]
- 二女・英子（1909年-？）[5]
- 娘婿・藤崎勝男 (1905年-？)-　英子の夫。旧姓・三浦。兄に三浦篤 (政治家)、三浦義男 (参議院議員)。
- 孫・6代目藤崎三郎助 (1917年-1994年)-　5代の長男。旧名・雄太郎。藤崎社長・会長。娘婿に氏家照彦。
- 曾孫・7代目藤崎三郎助 (1949年-)-　6代の長男。旧名・正隆。藤崎社長・会長。
- 親戚：内ヶ崎作三郎[7]

## 伝記
- 長沢倉吉編『藤崎三郎助』藤崎三郎助伝編纂会、1932年。